# Acide permanganique
L'acide permanganique, HMnO4, est un oxacide du manganèse. Ses sels sont les permanganates, le plus connu étant le permanganate de potassium.

## Préparation
HMnO4 peut être préparé par réaction entre des solutions équimolaires d'acide sulfurique et de permanganate de baryum à basse température (si l'acide sulfurique est trop concentré, l'heptoxyde de dimanganèse est formé à la place) ou par oxydation anodique de ferromanganèse dans une cellule compartimentée utilisant de l'acide sulfurique comme électrolyte. HMnO4 peut être isolé sous forme dihydratée et sous forme anhydre, la forme hydratée simple ne semblant pas être suffisamment stable pour l'être.

## Réactions
HMnO4 tend à se décomposer avec le temps et la température. Le dihydrate est plus stable que la forme anhydre et les solutions aqueuse à moins de 3 % massique en HMnO4 sont relativement stables au cours du temps à température ambiante.
L'acide permanganique réagit violemment avec de nombreux composés organiques : alcools, alcanes, cycloalcanes, amides, éthers…